# Jesús Moncada
Jesús Moncada i Estruga ( pronúncia catalã: /ʒəˈzuz muŋˈkaða/ ; Mequinenza, 1941 - Barcelona, 13 de junho de 2005) foi narrador e tradutor. A sua obra é uma recriação, algures entre o realismo e a fantasia, do passado mítico da cidade velha de Mequinenza -gora submersa nas águas do rio Ebro-.
Considerado um dos mais importantes autores catalães de sua época, recebeu diversos prêmios por sua obra, entre eles o Premio Ciutat de Barcelona e o Premio Nacional de la Crítica de 1989 para o Camí de sirga ( O Caminho do Reboque ) e o Creu de Sant Jordi, concedido pela Generalitat de Catalunya em 2001. Em 2004 — poucos meses antes de sua morte — recebeu o Prêmio de las Letras Aragonesas.

## Romances
- Camí de sirga (Caminho de Sirga) (1988)

O romance conta a história de uma vila situada na confluência de dois grandes rios, o Ebro e o Segre, através da memória dos seus habitantes. Esta avalanche de memórias que se acumula até ao século XX, é provocada pela construção de uma albufeira e pela iminente inundação da vila. O livro também contém algumas reflexões sobre história, memória, ficção e sobre as mentiras que todas envolvem. O tom geral é nostálgico, sem ser amargo, mas algumas das personalidades e situações também são cômicas. Isso evoca:
- a hipocrisia e crueldade das relações humanas em uma cidade em que todos se conhecem
- a influência da história - a Primeira Guerra Mundial na Europa e a Guerra Civil Espanhola - na história da cidade,
- o sistema econômico em ação na cidade e no vale do Ebro.
- La galeria de les estàtues  (1992)

Ao contrário dos outros dois romances, La galeria de les estàtues se passa principalmente na cidade fictícia de Torrelloba, e não em Mequinenza. Ele relata a trágica história de Dalmau Campells e sua família durante a tensão e a repressão na Espanha franquista .
- Estremida memòria (1997)

Este romance gira em torno de eventos que abalaram a comunidade de Mequinenza em 1877, quando quatro dos habitantes da cidade foram executados por assassinato e roubo. Mais de cem anos depois, a comunidade ainda está ferida pelo legado do ocorrido, como fica claro quando um escritor encontra um relato dos acontecimentos escrito na época por um escrivão do tribunal local. Enquanto ele investiga mais a fim de escrever um livro sobre o que aconteceu, ele descobre que perturbou o passado e irritou alguns dos residentes atuais de Mequinenza, que preferiam ter deixado o episódio enterrado em segurança no passado.

## Citações sobre o trabalho
"Moncada mistura o real e o fantástico à maneira de Gabriel García Márquez, e seu estilo episódico pode lembrar alguns leitores do tratamento que o romancista colombiano deu aos acontecimentos na cidade de Macondo em Cem Anos de Solidão . Tal comparação não é uma mera hipérbole dos críticos: este é um romance rico, bem-humorado e comovente, com sensibilidade traduzido para o inglês, que deve anunciar um futuro brilhante para seu autor. "

 (Euan Cameron. "Rich view from the banks of the Ebro", Review of The Towpath, The European )